# Nati nel 1373
| Questa pagina contiene informazioni ricavate automaticamente dalle voci biografiche con l'ausilio del template Bio e di un bot. L'aggiornamento è periodico e automatico e ricostruisce completamente la pagina. Se manca una persona in questa lista, sei pregato di non aggiungerla, ma accertati piuttosto che la sua voce biografica contenga il template Bio e che i dati anagrafici siano correttamente compilati. Se il template Bio manca, inseriscilo tu stesso o, in alternativa, metti l'avviso {{tmp\|Bio}} che ne segnala la mancanza. Se i dati riportati sono sbagliati, correggi direttamente la voce biografica; le modifiche saranno visibili in questa lista entro pochi giorni. Per chiarimenti vedi il progetto biografie. La lista contiene solo le 12 persone che sono citate nell'enciclopedia e per le quali è stato implementato correttamente il template Bio. Pagina aggiornata al 10 ago 2025. |

- 23 febbraio - Niccolò Albergati, cardinale e vescovo cattolico italiano († 1443)
- 29 marzo - Maria d'Alençon, nobile († 1417)
- 31 marzo - Caterina di Lancaster, sovrana spagnola († 1418)
- 19 giugno - Francesco Foscari, doge († 1457)
- 2 agosto - Adolfo I di Kleve, nobile († 1448)
- 29 settembre - Margherita di Boemia († 1410)
- 30 novembre - Andrea Malatesta, condottiero italiano († 1416)
- Francesco Della Luna, politico e architetto italiano
- Ernesto di Baviera-Monaco, duca († 1438)
- Edoardo Plantageneto, II duca di York, duca († 1415)
- Rodolfo III di Sassonia-Wittenberg, duca († 1419)
- Thong Lan, sovrano siamese († 1388)